# El Abanico
El Abanico är en ort i Mexiko.   Den ligger i kommunen Nacozari de García och delstaten Sonora, i den nordvästra delen av landet, 1 600 km nordväst om huvudstaden Mexico City. El Abanico ligger 1 370 meter över havet och antalet invånare är 380.
Terrängen runt El Abanico är kuperad, och sluttar österut. Runt El Abanico är det glesbefolkat, med 9 invånare per kvadratkilometer. Närmaste större samhälle är Nacozari Viejo, 8,1 km nordväst om El Abanico. Omgivningarna runt El Abanico är i huvudsak ett öppet busklandskap.